# Kunegunda szwabska
Kunegunda szwabska, niem. Kunigunde von Schwaben, czes. Kunhuta Švábská, (ur. ok. 1200, zm. 13 września 1248) – królowa czeska, żona Wacława I.

## Życiorys
Kunegunda była córką Filipa Szwabskiego i Ireny Angeliny. W 1207 r. została zaręczona z następcą tronu Czech, późniejszym królem Wacławem I co było politycznym sukcesem Przemysła Ottokara I. Po śmierci rodziców Kunegunda przebywała wraz z 3 siostrami w klasztorze. W 1224 r. poślubiła Wacława I, a rok później wraz z nim została koronowana. W 1234 r. założyła klasztor cysterek St. Marienthal nad Nysą Łużycką.
Z małżeństwa Wacława I i Kunegundy pochodziło pięcioro dzieci:
- Władysław
- Przemysł Ottokar II
- Bożena (Beatrix) (zm. 25 maja po 1281)
- Agnieszka (zm. 10 października ok. 1268 r.)
- nieznana z imienia córka (zm. przed. 1248 r.)